# Pardosa tappaensis
Pardosa tappaensis este o specie de păianjeni din genul Pardosa, familia Lycosidae, descrisă de Gajbe în anul 2004. Conform Catalogue of Life specia Pardosa tappaensis nu are subspecii cunoscute.